# 阿部ミツ
阿部 ミツ（あべ ミツ、1886年〈明治19年〉5月12日 - 没年不詳）は、日本の第36代内閣総理大臣である阿部信行の妻（内閣総理大臣夫人）。石川県金沢市出身。

## 経歴
1886年（明治19年）、陸軍主計中佐の原知信の長女として生まれる。
その後、金沢で父・知信の後輩にあたる阿部信行と結婚。2男4女を儲ける。長男の信男は軍人ではなく住友金属のエンジニアとなり、次男の信弘は陸軍士官学校から陸軍人となった。また4人の娘は良家へ嫁がせている。
1945年8月15日、敗戦を朝鮮の京城で迎えたが、翌日には朝鮮総督府釜山地方交通局長に命じ、逸早く民間人に先んじて、釜山港から日本へ脱出を図った。しかし悪天候と多くの荷物の過積載によって老朽船が釜山付近の木島で沈没しかけたため、やむを得ず汽車で釜山駅から京城駅に戻った。